# Broadwaytyven
Broadwaytyven er en amerikansk stumfilm fra 1919 af Harry Beaumont.

## Medvirkende
- Tom Moore som Frank Melbury
- Seena Owen som Regina Barry
- Otto Hoffman som Lovey
- Alan Roscoe som Dr. Stephen Cantyre
- Alec B. Francis som Andy Christian